# Orenburger Kosakenheer

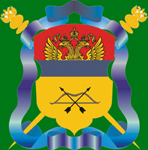
Wappen der Orenburger Kosaken

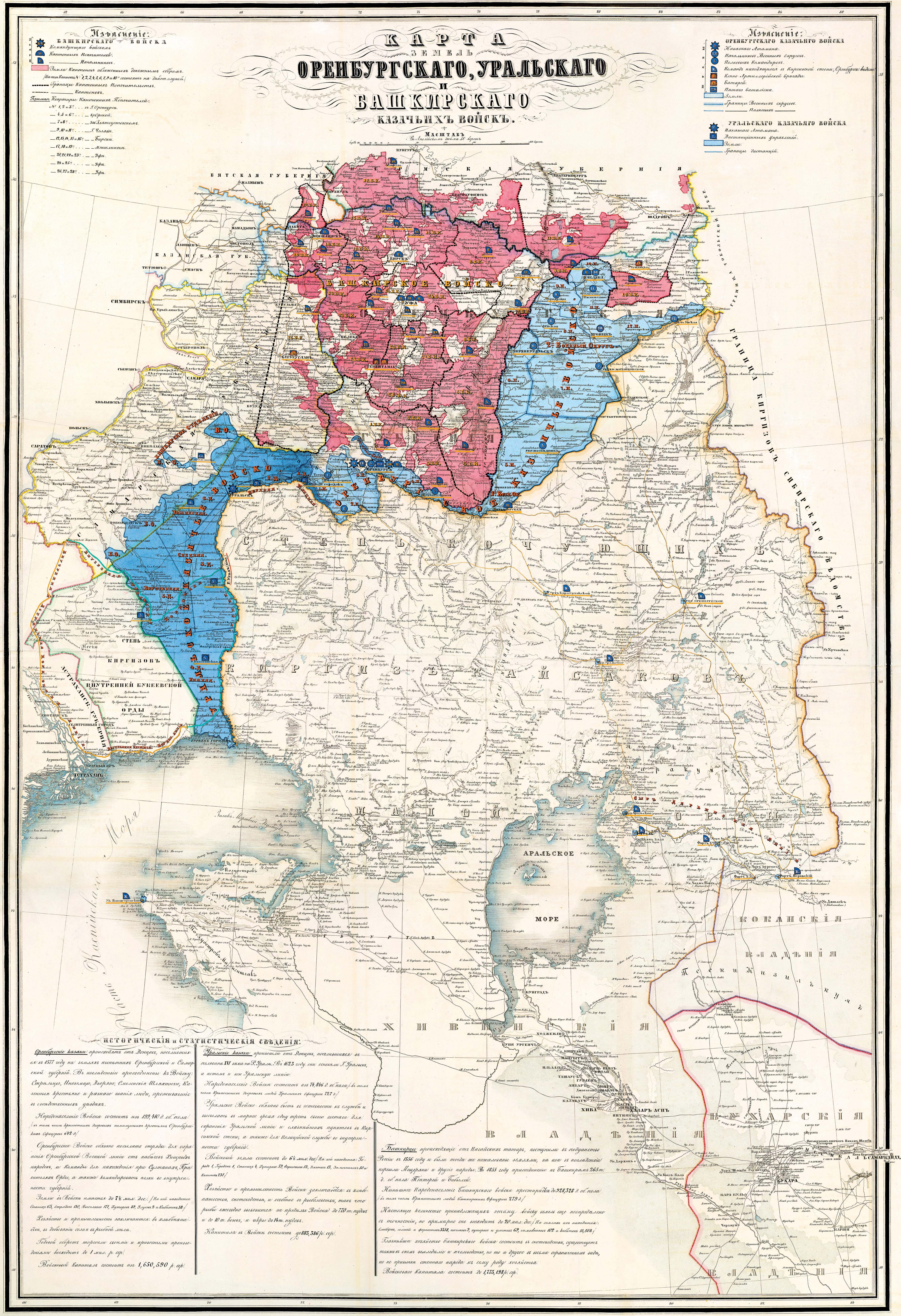
Lebensraum der Orenburger Kosaken (Hellblau)

Das Orenburger Kosakenheer (russisch: Оренбургское казачье войско) war eine militärische Organisation im vorrevolutionären Russland und existierte von 1755 bis 1920. Die Orenburger Kosaken stammten überwiegend von Kosaken aus Ufa, aus dem Gebiet des Isset und Samara ab. Ihr Lebens- und Einsatzraum war das Gouvernement Orenburg, ihr Hauptquartier war in der Provinzhauptstadt Orenburg (russisch: Оренбу́рг, kasachisch: Орынбор/Orynbor).

## Geschichte

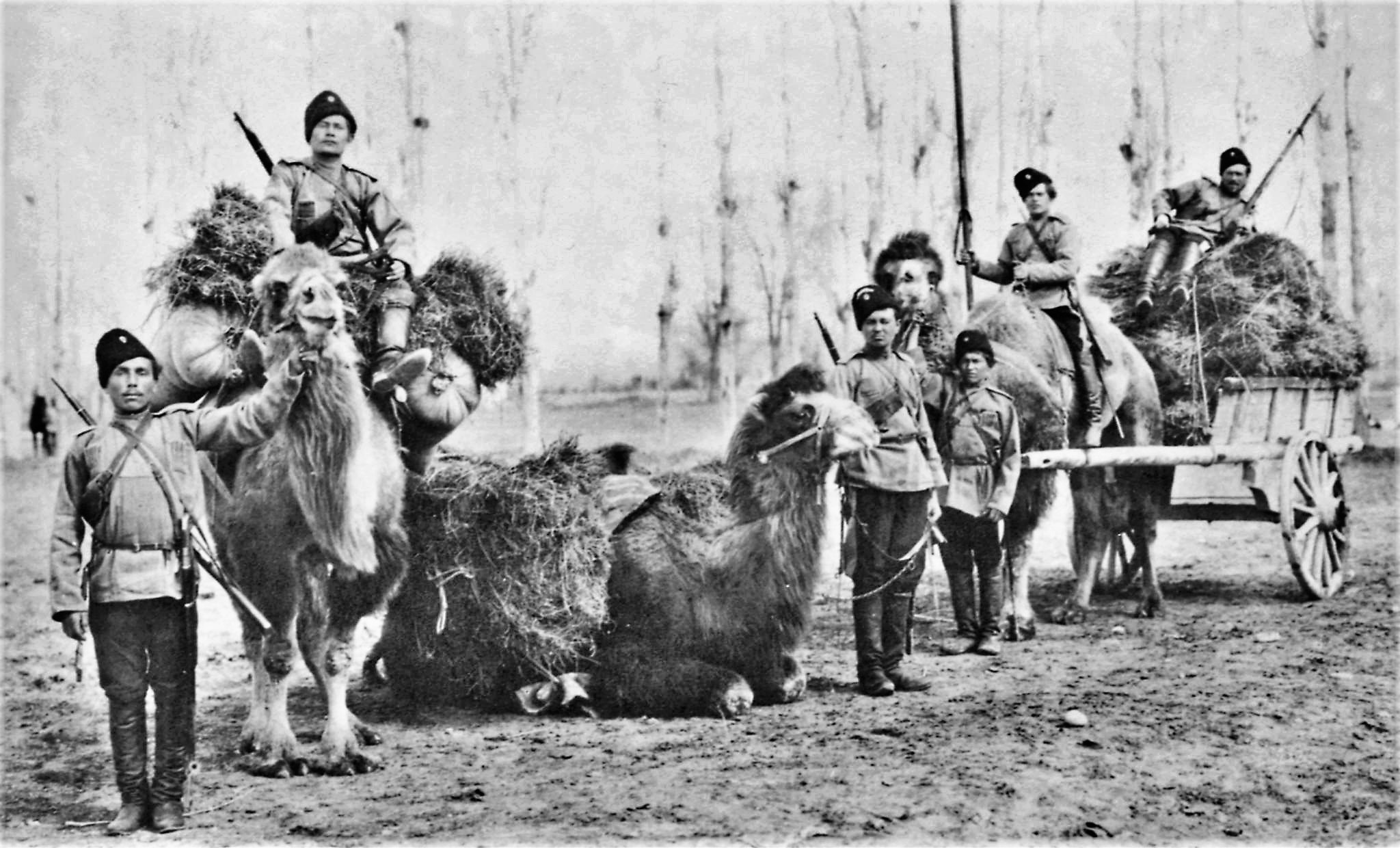
Orenburger Kosaken mit Kamelen

Orenburg war Stadt und Festung in einem und wurde  um 1734 erbaut. Die Kosaken, die man aus dem Ural angesiedelt hatte, sollten die Grenzsicherung zwischen den Tataren und Kasachen bewerkstelligen. Sie wurden seit 1748 als irreguläre Truppe des Zarenreiches eingesetzt. Zwischen Oktober 1773 und März 1774 gelang ihnen der Widerstand gegen die Belagerung während des Pugatschow-Aufstands.
1755 wurden das Kosakenheer der Orenburger Kosaken mit etwa 2 000 Mann offiziell als Teile der kaiserlich-russischen Armee formatiert und in Dienst gestellt. 1798 wurde das gesamte Kosakenheer Orenburg dem kaiserlichen-russischen Oberkommando unterstellt.
Ihr Einsatzgebiet und ihre Grenzen wurden durch ein Dekret festgelegt, es bestand 1840 aus 10 Kavallerie-Regimentern und 3 Artillerie-Regimentern. Die Gesamtbevölkerung der Kosaken in der Region Orenberg bezifferte sich in der Mitte des 19. Jahrhunderts auf 200 000 Menschen.
1840/41 wurde das Orenburger Kosakenheer durch einen kaiserlichen Erlass neu organisiert. Die Orenburger Kosaken wurden durch einen Ataman vertreten, der sie verwaltungstechnisch aber auch als oberster militärischer Vorgesetzter – immer ein General – beim Zaren vertrat.
1873 war dieses zum Beispiel Generalmajor Boborykin, der gleichfalls Gouverneur von Orenburg war. Von 1875 bis 1878 war dieses Gregor von Sengbusch († 3. Januar 1878 in Orenburg ?).
Das Orenburger Kosakenheer war an Einsätzen im  Russisch-schwedischen Krieg von 1788 bis 1790, an den Kriegen gegen Napoleon und an weiteren Feldzügen, die Russland zur Eroberung Zentralasiens führte, beteiligt.
Bis zum Beginn des Jahres 1900 war die Kosakenbevölkerung in der Region Orenburg auf 533 000 Menschen angewachsen und das Kosakenheer bestand aus 6 Kavallerie-Regimentern, 3 Artillerie-Regimentern, 1 Kavallerie-Bataillon, 1 Wach-Hundertschaft und 2 beweglichen Hundertschaften.
Die Truppenstärke während des Ersten Weltkrieges gliederte sich in 18 Kavallerie-Regimentern, 5 Artillerie-Regimentern, 1 Kavallerie-Bataillon, 1 Wachhundertschaft, 9 selbständige Hundertschaften, 5 Reserve-Hundertschaften und 39 Hundertschaften der Spezialkräfte, insgesamt stellten die Orenburger Kosaken Militärpersonal in der Stärke von 29 000 Mann.
Nach der Oktoberrevolution im Jahre 1917 spalteten sich die Orenburger Kosaken, ein Teil kämpfte mit dem Ataman Alexander Iljitsch Dutow gegen die Sowjets. Der andere Teil schloss sich der Roten Armee an und gründete das 1. Orenburger kosakisch-sozialistische Regiment, welches 1918 am Feldzug der Uraler Armee teilnahm. Das offizielle Orenburger Kosakenheer wurde 1920 außer Dienst gestellt.
Die Kosaken übernahmen von der alteingesessenen Bevölkerung die Kunst der Strickerei mit Ziegenwolle, um sich gegen das raue Klima zu schützen. Die Fertigung der Orenburger Schals und Kopftüchern wurde ein beliebtes Handwerk unter den Kosakenfrauen.

## Uniform

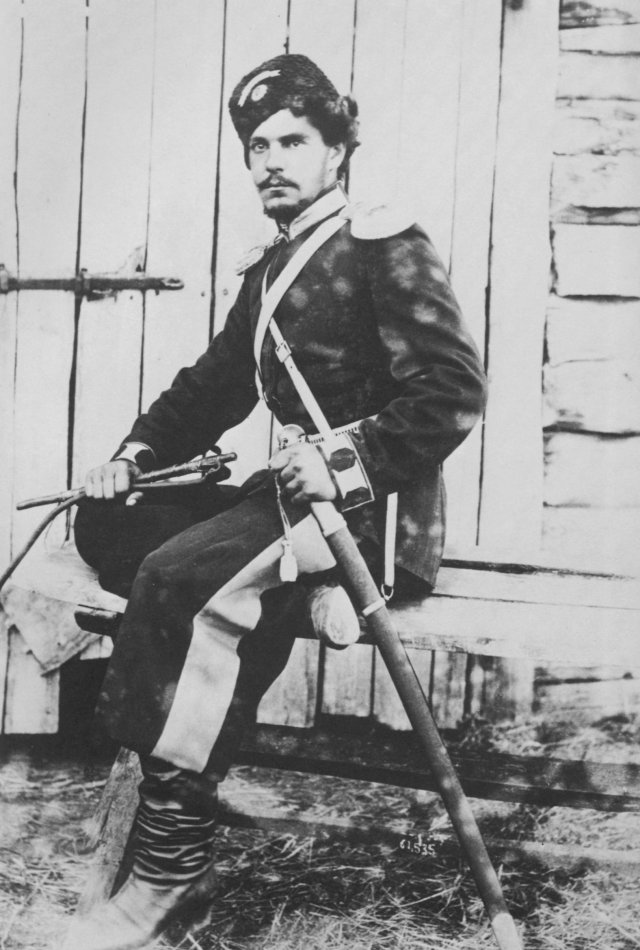
Offizier des Orenburger Kosakenheeres

Die Farbe der Orenburger Kosaken war hellblau und wurde auf den Kappenbändern, den Schulterstücken und als breite Biesen (farbiger Streifen an Uniformen) an der Hose getragen. Die Grundfarbe der Uniform war dunkelgrün, der Uniformschnitt war locker sitzend und sollte an die Steppenkosaken erinnern. Gelegentlich wurden hohe Fleecehüte mit hellblauen Stoffoberteilen getragen. Offiziere trugen silberne Schulterstücke und Flechtarbeiten. Nach 1907 wurde eine khakifarbene Dienstuniform  eingeführt, die hellblaue Farbmarkierung wurde bis 1920 beibehalten.

## Reaktivierung

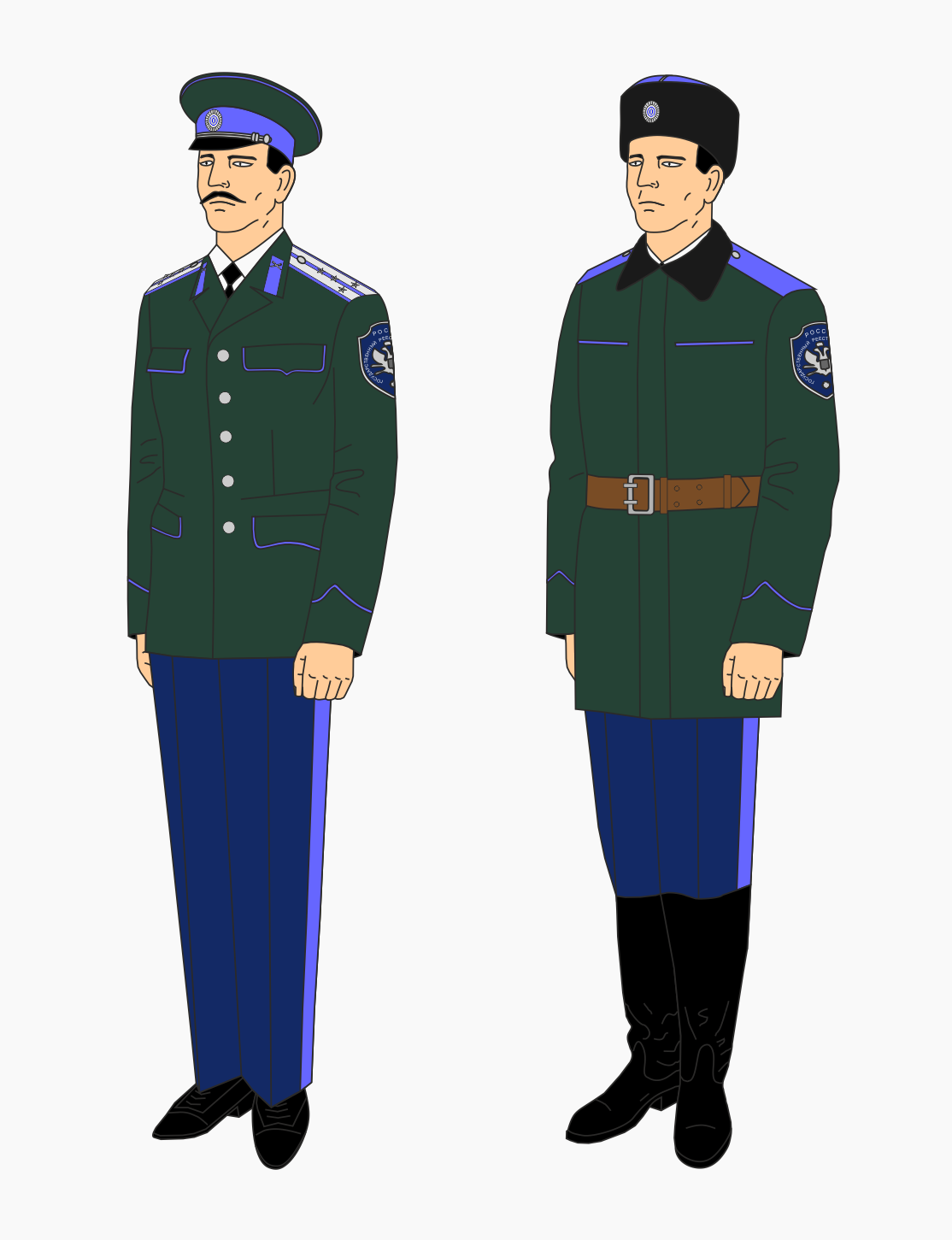
Orenburger Kosakenuniform der Registrierten Kosaken der Russischen Föderation

Beginnend mit dem Jahr 1998 wurden ehemalige Kosakenheere, zu denen auch die Orenburger Kosaken gehörten, reaktiviert. Die Registrierten Kosaken der Russischen Föderation sind Kosaken in paramilitärischer Formationen, die größtenteils ehrenamtlich für öffentliche Träger sowie staatliche Organisationen und Einrichtungen auf der Grundlage des Bundesgesetzes der Russischen Föderation vom 5. Dezember 2005 № 154-FZ Über die staatlichen Dienste der russischen Kosaken in Russland tätig sind bzw. eingesetzt werden.